# ヒマリア群

ヒマリア群の衛星の軌道要素とサイズ比を比較した図。横軸は木星からの平均距離、縦軸が軌道傾斜角、円の大きさがサイズ比を表している。

木星の全ての不規則衛星の軌道要素を示した図。半径方向の軸は木星からの距離、円周方向は軌道傾斜角を表している。軌道離心率は黄色の線分で表現されており、これは近木点距離と遠木点距離を表している。縁の大きさは衛星のサイズ比を表している。ヒマリア群の衛星は図の上部に固まっている。

ヒマリア群（ヒマリアぐん、英語：Himalia group）は木星の衛星のグループである。木星の不規則衛星に分類される。ヒマリアと類似した軌道要素を持っており、共通の起源を持つと考えられている。
国際天文学連合の天体への命名に関するワーキンググループでは、ドイツの文献学者 Jürgen Blunck による提言に従い、順行軌道にある木星の衛星名は a で終わる名称、逆行軌道の衛星は e で終わる名称を付けるという方針を取っている。ヒマリア群の衛星は全て順行軌道であるため、このグループの衛星名は全て a で終わる。
これまでに発見されているこのグループに属する衛星は以下の9個である。
- レダ
- ヒマリア - 一番大きい。これに因んでグループが名付けられた。
- S/2018 J 2
- S/2018 J 1 (Ersa)
- S/2017 J 4 (Pandia)
- リシテア
- エララ
- S/2011 J 3
- ディア

## 特徴と起源
ヒマリア群に属する天体は、軌道長半径が1100万から1200万 km、軌道傾斜角が27°から30°という狭い範囲に「密集」して存在する。軌道離心率は0.11から0.25と幅広い。 いずれも均質な外観をしており、色指数は B-V=0.66、V-R=0.36 と中間色を示す。これはC型小惑星と似た特徴である。
軌道要素やスペクトルが似ていることから、ヒマリア群は小惑星帯からやってきた小惑星が破壊された残骸である可能性が示唆されている。ヒマリア群に属する衛星の総体積から母天体のサイズを推定する研究も行われており、これによると破壊される前の母天体の半径はヒマリアよりわずかに大きい 89 km と推測され、母天体の質量の 87% がヒマリアとして残ったと考えられている。このことから、母天体は大きく破壊されたわけではないことが示唆される。
衛星軌道の数値計算からは、これらの天体が太陽系の一生の間に互いに衝突を起こす確率は高いことが示されている。例えば、ヒマリアとエララは45億年の間に1.5回の衝突を起こすと推定されている。また順行衛星と逆行衛星が衝突する確率はさらに高く、例えばパシファエが45億年のうちにヒマリアと衝突を起こす可能性は 27% と推測されている。そのため、惑星形成後間もない時期の一回の破壊イベントによって形成されたと思われるカルメ群とアナンケ群とは異なり、ヒマリア群は順行衛星と逆行衛星のより最近の多数の衝突イベントによって形成された可能性が示唆されている。